# Afrana fuscigula
Afrana fuscigula és una espècie de granota que viu a Lesotho, Namíbia, Sud-àfrica i Eswatini.
Està amenaçada d'extinció per la pèrdua del seu hàbitat natural.